# Siraui
Der Siraui, auch Pisaw, ist ein Dolch aus Sumatra.

## Beschreibung
Der Siraui  hat eine einschneidige, leicht gebogene, spitz zulaufende Klinge. Die Klinge läuft vom Heft zum Ort schmaler werdend zu. Die Schneide liegt auf der konvexen Seite der Klinge. Die Klinge hat weder Mittelgrat noch Hohlschliff. Das Heft ist aus Holz geschnitzt, zum Knauf hin leicht gebogen und zum Ende dicker werdend. Die Scheiden sind aus einem Stück gearbeitet und am Mundloch meist verbreitert, überstehend und mit blattförmigen Verzierungen geschnitzt. Es gibt verschiedene Versionen, die sich in der Ausstattung unterscheiden. Ein anderes Messer aus dieser Region ist der Tumbok Lada. Der Siraui wird von Ethnien in Sumatra benutzt.